# اچ‌ام‌اس کیرکه (۱۸۰۴)
اچ‌ام‌اس کیرکه (۱۸۰۴) (به انگلیسی: HMS Circe (1804)) یک کشتی بود که طول آن ۱۲۷ فوت (۳۹ متر) بود. این کشتی در سال ۱۸۰۴ ساخته شد.